# Lou Groza
Louis Roy Groza (n. 25 ianuarie 1924, Martins Ferry⁠(d), Ohio, SUA – d. 29 noiembrie 2000, Ohio, SUA), poreclit „the Toe” a fost un jucător profesionist de fotbal american cu origini românești.